# MV 아구스타 드래그스터
MV 아구스타 드래그스터(MV Agusta Dragster)는 MV 아구스타에서 2014년부터 생산 중인 모터사이클이다. 스트리트 파이터 또는 머슬 바이크로 간주되며 800cc 3기통 엔진으로 구동되는 바이크이기도 하다. 원래 2014년에 브루탈레 모델 라인업의 일부인 브루탈레 드래그스터 800으로 소개된 드래그스터 범위가 확장되어 자체 시리즈로 제공되었다.

## 개요
2013년 밀라노 EICMA 쇼에서 처음 공개되었으며 브루탈레의 보다 공격적인 버전으로 인식되었다.2014년 예상 판매량보다 3배 더 많이 팔린 모델로 초기 판매는 양호했다.
2018년에 유로4 엔진 유럽 배출 표준을 충족하도록 업데이트되었다.서스펜션 구성 요소도 변경되어 축간거리가 20mm 더 길어지고 트레일이 8.5mm 더 커졌다.비틀림 강성을 높이기 위해 엔진 장착 지점이 수정되었다.

### 기술적 세부사항
에지오 마스케로니가 설계하고 F3에 처음 장착된 799cc 엔진은 실린더당 4개의 밸브가 있는 DOHC 인라인 3기통 레이아웃을 사용한다. 역회전(역방향) 크랭크축이 사용되어 바퀴의 구심력을 상쇄하여 모터사이클이 더 빠르게 회전할 수 있다. 보어 스트로크는 79mm x 54.3mm이다.
엔진은 관형 프레임에 매달려 있으며 응력을 받는 부재이다. 이 기계에는 43mm 뒤집힌 Marzocchi 포크, Sachs 후방 충격 흡수 장치, 브렘보 4피스톤(전방) 및 2피스톤(후방) 브레이크 시스템이 있다. 휠과 스윙 암은 알루미늄으로 만들어졌다. 다른 알루미늄 부품은 프레임 플레이트와 포크 브리지이다. 장비에는 트랙션 컨트롤, ABS 및 4가지 라이딩 모드를 포함한 완전한 전자 장치가 있다.